# Spider-Man (комикс)
Не путать с серией комиксов Peter Parker: Spider-Man, изначально выходившей под названием Spider-Man.
Spider-Man (рус. Человек-паук) — серия комиксов о супергерое Человеке-пауке (Майлзе Моралесе), издаваемая Marvel Comics. Сценаристом выступает Брайан Майкл Бендис (англ. Brian Michael Bendis), художником — Сара Пичелли (англ. Sara Pichelli).

## Описание
Комикс рассказывает о приключениях Человека-паука из вселенной Ultimate, Майлза Моралеса, в основной вселенной Земля-616 после глобального события Secret Wars (рус. Тайные войны).

## История публикации
Впервые о серии комиксов Spider-Man стало известно в июне 2015 года. Было анонсировано, что первый номер за авторством Брайна Майкла Бендиса и Сары Пичелли выйдет осенью 2015 года. В ноябре 2015 года было объявлено, что первый номер серии выйдет в феврале 2016 года.